# Ла-Плен-сюр-Мер
Ла-Плен-сюр-Мер (фр. La Plaine-sur-Mer) ― коммуна на западе Франции, находится в регионе Пеи-де-ла-Луар, департамент Атлантическая Луара, округ Сен-Назер, кантон Порник. Расположена в 55 км к западу от Нанта на побережье Бискайского залива. Коммуна занимает три четверти территории полуострова Сен-Жильда.
Население (2017) — 4 266 человек.

## История
Хотя проведенные раскопки свидетельствуют о проживании человека на территории коммуны как минимум с неолита, первое известное поселение сформировалось здесь в начале нашего тысячелетия. Вокруг раннехристианской церкви Святого Стефана образовалась деревня, разоренная в VI веке норманнами. Восстановлена деревня была в IX веке и вместе с сеньорией Ре, к которой она принадлежала, была включена в состав герцогства Бретань. В это же время на месте старого храма была построена новая церковь и основан приорат.
В XVIII веке Плен  получает статус прихода. С этого же времени южное побережье вокруг деревни Префай начинает развиваться как приморский курорт. 27 марта 1793 года жители Плена сражались в Порнике вместе с Республиканской гвардией против Вандейских роялистов во главе с Франсуа де Шареттом.
28 марта 1836 года страшный ураган разрушил церковь и колокольню. В 1845 года начались восстановительные работы: была реконструирована колокольня и построено новое здание церкви в неоготическом стиле.
В 1906 году была открыта узкоколейная железнодорожная линия из Порника в Пэмбёф, проходившая через Плен, закрытая в 1947 году. В 1908 году, после многолетних политических, экономических и религиозных распрей, приморская деревня Префай была выделена в отдельную коммуну, а Плен, согласно указу от 18 апреля 1920 года, был переименовн в Плен-сюр-Мер.
В конце Второй мировой войны из-за существования т.н. «кармана Сен-Назера» немецкая оккупация на территории коммуны и всех прилегающих к побережью населенных пунктах продолжалась на девять месяцев больше, чем в остальной северной Франции (с августа 1944 года по 11 мая 1945 года), при этом фактическая капитуляция гитлеровского гарнизона произошла через 3 дня после капитуляции Германии, 11 мая 1945 года.

## Достопримечательности
- Приходская церковь Успения Богоматери 1845 года

## Экономика
Структура занятости населения:
- сельское хозяйство — 8,1 %
- промышленность — 4,9 %
- строительство — 14,5 %
- торговля, транспорт и сфера услуг — 37,4 %
- государственные и муниципальные службы — 35,1 %

Уровень безработицы (2017 год) — 12,9 % (Франция в целом — 13,4 %, департамент Атлантическая Луара — 11,6 %). 

Среднегодовой доход на 1 человека, евро (2017 год) — 21 430 (Франция в целом — 21 110, департамент Атлантическая Луара — 21 910).

## Демография
Динамика численности населения, чел.

## Администрация
Пост мэра Ла-Плен-сюр-Мера с 2020 года занимает Северин Маршан (Séverine Marchand). На муниципальных выборах 2020 года она была единственным кандидатом.
| Период | Период | Фамилия        | Партия                                                   | Примечания |
| ------ | ------ | -------------- | -------------------------------------------------------- | ---------- |
| 1973   | 1989   | Эмманюэль Уссе |                                                          |            |
| 1989   | 1995   | Мишель Гиссо   |                                                          |            |
| 1995   | 2020   | Мишель Баюо    | Союз за народное движение, Союз демократов и независимых | птицевод   |
| 2020   |        | Северин Маршан |                                                          | архитектор |